# Флениган, Изабелла
Изабелла Виктория Сола Флениган (англ. Isabella Victoria Sola Flanigan; род. 22 февраля 2005, Фэрмонт, Западная Виргиния) — филиппинская футболистка американского происхождения, нападающий испанского клуба «Европа» и национальной сборной Филиппин.

## Ранние годы
Флениган родилась в Фэрмонте, штат Западная Виргиния. Её мать — филиппинка. Она посещала академию Монтверде, где играла за школьную футбольную команду девочек.

## Карьера за сборную

### Филиппины (до 18)
Фланиган была включена в состав сборной Филиппин (до 18 лет) из 27 игроков на чемпионат молодёжный чемпионат АСЕАН 2022 года в Палембанге, Индонезия.
Она дебютировала за сборную Филиппин (до 18 лет) в проигрышном матче против сборной Австралии (до 18 лет) (0:4). Она забила свой первый и единственный гол за сборную в проигрышном матче против сборной Малайзии (до 18 лет) (1:2).

### Филиппины
В 2022 году Флениган дебютировала за национальную сборную Филиппин. В том же году была включена в состав на Кубок Азии, где помогла сборной дойти до полуфинала и впервые попасть сборной в финальную стадию чемпионата мира.
9 июля 2023 года Флениган попала в окончательный состав сборной на чемпионат мира 2023 в Австралии и Новой Зеландии. Она сыграла во всех трёх матчах групповой стадии.

### Голы за сборную
| №  | Дата           | Место                                                     | Соперник | Счёт | Результат | Турнир                       |
| -- | -------------- | --------------------------------------------------------- | -------- | ---- | --------- | ---------------------------- |
| 1. | 11 апреля 2022 | Футбольный парк Уондерерс, Сидней, Австралия              | Фиджи    | 6–0  | 8–0       | Товарищеский матч            |
| 2. | 9 мая 2022     | Камфа, Камфа, Вьетнам                                     | Камбоджа | 1–0  | 5–0       | Игры Юго-Восточной Азии 2021 |
| 3. | 6 июля 2022    | Мемориальный стадион имени Хосе Рисаля, Манила, Филиппины | Сингапур | 1-0  | 7-0       | Кубок Азии 2022              |

## Достижения

### Международные
- Бронзовая призёрка Игр Юго-Восточной Азии: Вьетнам 2021
- Победительница Чемпионата АСЕАН[англ.]: Филиппины 2022[англ.]